# NGC 2115
NGC 2115 ist eine linsenförmige Galaxie vom Hubble-Typ S0-a im Sternbild Maler am Südsternhimmel. Sie ist schätzungsweise 304 Millionen Lichtjahre von der Milchstraße entfernt.
Das Objekt wurde am 4. Januar 1837 von John Herschel entdeckt.